# يا بوي كونغمينغ!
يا بوي كونغمينغ! (بالإنجليزية: Ya Boy Kongming!)‏ هي سلسلة مانغا يابانية نشرت في مجلة يونغ الأسبوعية من ديسمبر 2019 حتى نوفمبر 2021 وتم جمعها في 7 تانكوبون ومن المقرر تحويلها لمسلسل أنمي من إنتاج P.A.Works عرض لأول مرة في أبريل 2022 على التلفزيون.

## القصة
نلتقي الخبير الاستراتيجي «تشوغ ليانغ» وهو على فراش الموت متمني ان تكون حياته التالية في مكان يعمه السلام والامان وخالية من الحروب واراقة الدماء، وبعد موته ولد من جديد (في شبابه) في اليابان الحديثة، وظهر في منتصف حفلة تنكرية ل"عيد الهالووين" واستدرجه رواد الحفلات إلى ملهى فيلتقي ب"إيكو تسوكيمي" المغنية الطموحة وتبدأ حياته الجديدة في مساعدة «إيكو تسوكيمي» لانه يرا فيها شعله السلام

## الشخصيات
- ايكو تسوكيمي[3] مؤدي الصوت كايدي هوندو
- تشوغ ليانغ مؤدي الصوت ريوتارو أوكيايو
- Kabetaijin مؤدي الصوت شيا شيبا
- نانامي كون مؤدي الصوت هيبيكو يامامورا
- اونر كوباياشي مؤدي الصوت جون فوكوشيما

## النقد
```
حازت السلسلة على جائزة 
Next Manga Award
 كم حازت على المركز التاسع لاكثر المانجا التي يوصي بها المانجاكا في نادي 
Honya Club
```